# Wang Feng (Wasserspringer)
Wang Feng (chinesisch 王峰, Pinyin Wáng Fēng; * 17. April 1979 in Jinan) ist ein chinesischer Wasserspringer und mehrfacher Weltmeister im Wasserspringen. Bei einer Körpergröße von 1,70 m beträgt sein Wettkampfgewicht 60 kg.

## Karriere
Wang Feng wurde 1979 in Jinan (anderen Quellen zufolge in Tai’an), in der Provinz Shandong, geboren. Er begann 1985 im Kindesalter mit dem Turnen, ehe er zwei Jahre später zum Kunstspringen wechselte. Im Jahr 2000 wurde er in die chinesische Nationalmannschaft berufen und konnte bei den Schwimmweltmeisterschaften 2001 im japanischen Fukuoka die Konkurrenz vom 1-Meter-Brett vor seinem Landsmann Wang Tianling und dem Russen Alexander Dobroskok für sich entscheiden. Zwei Jahre später bei den Weltmeisterschaften in Barcelona trat er gemeinsam mit Wang Tianling im Synchronspringen vom 3-Meter-Brett an, musste sich aber den Russen Dobroskok und Dmitri Sautin geschlagen geben und gewann die Silbermedaille. 2004 bei den Olympischen Spielen in Athen belegte Wang beim Sieg seines Landsmanns Peng Bo nur einen vierten Platz im Kunstspringen vom 3-Meter-Brett, ehe er ein Jahr später bei den Schwimmweltmeisterschaften in Montreal an frühere Erfolge anknüpfen konnte. Wang gewann gemeinsam mit seinem Landsmann He Chong das Synchronspringen vom 3-Meter-Brett vor den Deutschen Tobias Schellenberg und Andreas Wels sowie beim Sieg des Kanadiers Alexandre Despatie eine Bronzemedaille in der Einzelkonkurrenz vom 1-Meter-Brett.
Seit 2006 tritt Wang nur noch im Synchronwettbewerb mit seinem sieben Jahre jüngeren Partner Qin Kai an. Dem Duo war seither großer Erfolg im Synchronspringen vom 3-Meter-Brett beschieden, dazu zählen seit 2007 sechs Siege in der World Series, zwei Grand-Prix-Siege und der Weltmeistertitel von Melbourne. 2008 konnten Wang und Qin auch überlegen die Konkurrenz bei den Olympischen Spielen 2008 im heimischen Peking für sich entscheiden. Bei den folgenden Weltmeisterschaften in Rom im Juli 2009 siegten beide ebenso im Synchronspringen vom 3-Meter-Brett vor den US-Amerikanern Troy Dumais und Kristian Ipsen und den beiden Kanadiern Despatie und Reuben Ross.
Der Hochschulabsolvent, der den früheren chinesischen Weltklassespringer und Olympiasieger Xiong Ni zu seinen Vorbildern zählt, lebt in Peking und wird momentan von Zhong Shaozhen trainiert. Ende Juli 2008 wurde ihm gemeinsam mit seiner chinesischen Teamkollegin Guo Jingjing die Ehre zuteil, am olympischen Fackellauf nach Peking teilzunehmen, der in Jinan Station machte, wo sich das Trainingszentrum der chinesischen Wassersprung-Nationalmannschaft befindet.